# Lithobius litoralis
Lithobius litoralis är en mångfotingart som beskrevs av Muralevitch 1906. Lithobius litoralis ingår i släktet Lithobius och familjen stenkrypare. Inga underarter finns listade i Catalogue of Life.